# Berti Vogts
Hans Hubert Vogts, detto Berti Vogts (Kaarst, 30 dicembre 1946), è un ex allenatore di calcio ed ex calciatore tedesco, di ruolo difensore.

## Carriera

### Calciatore
Ha giocato per tutta la sua carriera nel Borussia Mönchengladbach, squadra con la quale ha vinto cinque campionati tedeschi e due Coppa UEFA; con la nazionale tedesca ha invece conquistato un campionato mondiale e un campionato europeo.

### Allenatore
Dopo essere stato l'assistente di Franz Beckenbauer, ha guidato la nazionale tedesca dal 1990 al 1998, vincendo un campionato europeo nel 1996; grazie a questa affermazione, è diventato il primo ed unico uomo ad aver conquistato il trofeo sia da calciatore che da allenatore.
Durante la stagione 2000-2001 ha allenato la sua unica squadra di club, il Bayer Leverkusen, giungendo al quarto posto in campionato.
Tra il 2008 e il 2015 è stato il commissario tecnico della nazionale azera.

## Palmarès

### Club
- Campionato tedesco: 5

Borussia Mönchengladbach: 1969-1970, 1970-1971, 1974-1975, 1975-1976, 1976-1977
- Coppa UEFA: 2

Borussia Mönchengladbach: 1974-1975, 1978-1979

### Nazionale
- Campionato europeo: 2

Germania: 1972, 1996
- Campionato mondiale: 1

Germania: 1974